# Parafestuca
Parafestuca es un género monotípico de plantas herbáceas perteneciente a la familia de las poáceas. Su única especie: Parafestuca albida  es originaria de Madeira.
Algunos autores lo incluyen en el género Festuca L. 1753.

## Taxonomía
Parafestuca albida fue descrita por (Lowe) E.B.Alexeev y publicado en Bjulleten Moskovskogo Obačestva Ispytatelej Prirody, Otdel Biologičeskij 90(5): 108–109, f. 2. 1985.
Sinonimia
- Festuca albida Lowe[3]